# Trentepohlia lucrifera
Trentepohlia lucrifera är en tvåvingeart som beskrevs av Alexander 1936. Trentepohlia lucrifera ingår i släktet Trentepohlia och familjen småharkrankar. Inga underarter finns listade i Catalogue of Life.